# Ягичев Златоуст

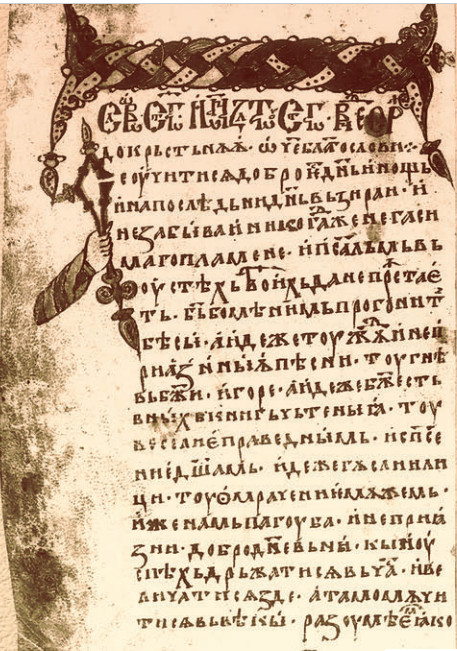
«Златоуст» Ягича

«Златоуст» Ягича — среднеболгарская пергаментная рукопись начала XIV века, в которой помещены сочинения Иоанна Златоуста. Носит имя слависта Игнатия Ягича, который приобрел её ок. 1890 года и опубликовал первое исследование, посвящённое ей. Ранее хранилась в Синайском монастыре. Сейчас находится в Российской национальной библиотеке (№ Q.п. I.56) за исключением одного листа, принадлежащего Национальной библиотеке Франции в Париже (Paris. Slav. 65, fol. 5).